# Leah Rhodes
Leah Rhodes (Port Arthur, 21 de julho de 1902 — 17 de outubro de 1986) é uma figurinista estadunidense. Venceu o Oscar de melhor figurino na edição de 1950 por Adventures of Don Juan, ao lado de Marjorie Best e William Travilla.